# Île Andronica
L'île Andronica (en aléoute Angiidaak) est une île des Shumagin dans le golfe d'Alaska en Alaska.

## Géographie
Elle est située au sud de la péninsule d'Alaska et fait partie du borough des Aléoutiennes orientales. À l'est se trouve l'île Popof, au sud-est l'île Korovin et au nord l'île Nagai.

## Description
Elle s'étend sur environ 6 km de longueur pour une largeur maximale de 4,3 km. 